# Abai Kunanbaev
Abai Kunanbaev (kazahă: Абай Ибрагим Кунанбайулы, rusește: Абай Ибрагим Кунанбаев) (n. 10 august, 1845 — 5 iulie, 1904) a fost un scriitor și poet iluminist din grupul etnic de cazahi. Sub influența literaturii clasice ruse, a orientat literatura kazahă pe făgașul realismului critic. Versurile lui, de inspirație folclorică ("O, cazacii mei!", "Nu pentru desfătare scriu eu versuri" etc.) au înfierat aristocrația feudală și birocratică; ele au contribuit la trezirea conștiintei naționale a poporului kazah. Kunanbaev e considerat întemeietor al literaturii naționale din Kazahstan. A tradus în kazahă din operele lui Pușkin, Krîlov, Lermontov ș.a.

## Opera
- 1886: Shas ("Vară");
- 1887: Köshekbaigha ("La Köshekbai");
- 1887: Masghud;
- 1887: Eskendir;
- 1888: Kîss ("Iarnă");
- 1889: Küss ("Toamnă");
- 1889: Bolîs boldîm minekei ("Am fost guvernatorul ținutului");
- 1890: Shaghîturî ("Primăvară").